# فيكتور كوتو
فيكتور كوتو (بالإسبانية: Víctor Coto Ortega)‏ هو مدرب كرة قدم ولاعب كرة قدم وحكم كرة قدم كوستاريكي في مركز الهجوم، ولد في 29 سبتمبر 1990 في ليمون في كوستاريكا. لعب مع خميناسيا خوخوي وسلايما واندريرز.

## وصلات خارجية
- فيكتور كوتو على موقع قاعدة بيانات كرة القدم.إي يو (الإنجليزية)
- فيكتور كوتو على موقع Soccerway.com (الإنجليزية)